# Vinaře
Vinaře (německy Winarsch) jsou obec v okrese Kutná Hora ve Středočeském kraji. Leží zhruba osm kilometrů východně od Čáslavi. Žije zde 266 obyvatel. Součástí obce je i vesnice Vinice.

## Historie
První písemná zmínka o obci pochází z roku 1192 na listinách knížete Václava, kdy dal Jan, syn Zdislavův, polovinu vsi řádu německých rytířů, kteří zde měli svou komendu.
V obci Vinaře (přísl. Vinice, 903 obyvatel) byly v roce 1932 evidovány tyto živnosti a obchody: cihelna, 2 družstva pro rozvod elektrické energie, kolář, 3 kováři, krejčí, mlýn, 2 obuvníci, pekař, 13 rolníků, 4 obchody se smíšeným zbožím, 2 trafiky.

## Obyvatelstvo
| Rok            | 1869 | 1880 | 1890 | 1900 | 1910 | 1921 | 1930 | 1950 | 1961 | 1970 | 1980 | 1991 | 2001 | 2011 | 2021 |
| -------------- | ---- | ---- | ---- | ---- | ---- | ---- | ---- | ---- | ---- | ---- | ---- | ---- | ---- | ---- | ---- |
| Počet obyvatel | 722  | 848  | 926  | 934  | 893  | 903  | 818  | 556  | 522  | 465  | 340  | 276  | 215  | 239  | 259  |
| Počet domů     | 86   | 97   | 110  | 122  | 149  | 157  | 175  | 174  | 157  | 142  | 122  | 119  | 159  | 160  | 161  |

## Obecní správa

### Územněsprávní začlenění
Dějiny územněsprávního začleňování zahrnují období od roku 1850 do současnosti. V chronologickém přehledu je uvedena územně administrativní příslušnost obce v roce, kdy ke změně došlo:
- do 1849 země česká, kraj Čáslav
- 1850 země česká, kraj Pardubice, politický okres Kutná Hora, soudní okres Čáslav[8]
- 1855 země česká, kraj Čáslav, soudní okres Čáslav
- 1868 země česká, politický i soudní okres Čáslav
- 1939 země česká, Oberlandrat Kolín, politický i soudní okres Čáslav[9]
- 1942 země česká, Oberlandrat Praha, politický i soudní okres Čáslav[10]
- 1945 země česká, správní i soudní okres Čáslav[11]
- 1949 Pardubický kraj, okres Čáslav[12]
- 1960 Středočeský kraj, okres Kutná Hora
- 2003 Středočeský kraj, obec s rozšířenou působností Čáslav

### Obecní symboly
Znak byl obci udělen rozhodnutím předsedy Poslanecké sněmovny Parlamentu České republiky dne 9. dubna 2002.

## Doprava
Dopravní síť
- Pozemní komunikace – Do obce vede silnice III. třídy. Ve vzdálenosti tři kilometry lze najet na silnici I/17 Čáslav - Chrudim - Zámrsk.

- Železnice – Železniční trať ani stanice na území obce nejsou. Nejblíže obci je železniční stanice Žleby ve vzdálenosti tři kilometry ležící na trati 236 z Čáslavi do Třemošnice.

Veřejná doprava 2011
- Autobusová doprava – V obcí zastavovaly příměstské autobusové linky Čáslav-Žleby-Ronov n.D.-Třemošnice (v pracovní dny 2 spoje) a Čáslav-Vrdy-Žleby (v pracovní dny 5 spojů) (dopravce Veolia Transport Východní Čechy). O víkendu byla obec bez dopravní obsluhy.

## Školství
Z počátku se vyučovalo na statku pana Vraného čp. 28 v jedné místnosti. Zásluhou tehdejšího starosty pana Václava Daňka se od roku 1874 začíná učit v nové jednotřídní škole. V roce 1892 bylo na nové škole přistavěno patro a to umožnilo vyučovat ve 3 postupných ročnících. V březnu roku 1944 školu obsadili němečtí vystěhovalci, a tak se vyučovalo v místním hostinci. Po odchodu těchto vystěhovalců a řádné úpravě celé školy se 14. května 1945 začalo pravidelně vyučovat.
Škola měla velkého příznivce a mecenáše, vinařského rodáka pana Františka Kubáta, žijícího v USA. Přispíval jak materiálně, tak finančně. Za takto velkou dobu mu byla odhalena 12. června 1949 pamětní deska na budově školy. Výsledkem však je, že přes veškerou snahu obyvatel udržet vyučování dětí na škole v činnosti, byla tato dne 3. června 1976 uzavřena. Příčinou byl značný úbytek obyvatelstva, který nastal po druhé světové válce stěhováním početných rodin do pohraničních oblastí republiky.